# Деймонд Ленгкоу
Деймонд Ленгкоу (англ. Daymond Langkow, нар. 27 вересня 1976, Едмонтон) — колишній канадський хокеїст, що грав на позиції центрального нападника. Грав за збірну команду Канади.
Провів понад тисячу матчів у Національній хокейній лізі. 

## Ігрова кар'єра
Хокейну кар'єру розпочав 1991 року в ЗХЛ.
1995 року був обраний на драфті НХЛ під 5-м загальним номером командою «Тампа-Бей Лайтнінг». 
Протягом професійної клубної ігрової кар'єри, що тривала 19 років, захищав кольори команд «Тампа-Бей Лайтнінг», «Філадельфія Флаєрс», «Фінікс Койотс» та «Калгарі Флеймс».
Загалом провів 1165 матчів у НХЛ, включаючи 75 ігор плей-оф Кубка Стенлі.
Був гравцем молодіжної збірної Канади в складі якої став чемпіоном світу в 1996 році. Виступав за дорослу збірну Канади, провів 5 ігор в її складі.

## Статистика

### Клубні виступи
| Сезон        | Клуб                   | Ліга         | Регулярний сезон | Регулярний сезон | Регулярний сезон | Регулярний сезон | Регулярний сезон | Плей-оф | Плей-оф | Плей-оф | Плей-оф | Плей-оф |
| Сезон        | Клуб                   | Ліга         | І                | Г                | П                | О                | ШХ               | І       | Г       | П       | О       | ШХ      |
| ------------ | ---------------------- | ------------ | ---------------- | ---------------- | ---------------- | ---------------- | ---------------- | ------- | ------- | ------- | ------- | ------- |
| 1991–92      | «Трай-Сіті Американс»  | ЗХЛ          | 1                | 0                | 0                | 0                | 0                | —       | —       | —       | —       | —       |
| 1992–93      | «Трай-Сіті Американс»  | ЗХЛ          | 65               | 22               | 42               | 64               | 96               | 4       | 1       | 0       | 1       | 4       |
| 1993–94      | «Трай-Сіті Американс»  | ЗХЛ          | 61               | 40               | 43               | 83               | 174              | 4       | 2       | 2       | 4       | 15      |
| 1994–95      | «Трай-Сіті Американс»  | ЗХЛ          | 72               | 67               | 73               | 140              | 142              | 17      | 12      | 15      | 27      | 52      |
| 1995–96      | «Тампа-Бей Лайтнінг»   | НХЛ          | 4                | 0                | 1                | 1                | 0                | —       | —       | —       | —       | —       |
| 1995–96      | «Трай-Сіті Американс»  | ЗХЛ          | 48               | 30               | 61               | 91               | 103              | 11      | 14      | 13      | 27      | 20      |
| 1996–97      | «Адірондак Ред-Вінгс»  | АХЛ          | 2                | 1                | 1                | 2                | 0                | —       | —       | —       | —       | —       |
| 1996–97      | «Тампа-Бей Лайтнінг»   | НХЛ          | 79               | 15               | 13               | 28               | 35               | —       | —       | —       | —       | —       |
| 1997–98      | «Тампа-Бей Лайтнінг»   | НХЛ          | 68               | 8                | 14               | 22               | 62               | —       | —       | —       | —       | —       |
| 1998–99      | «Клівленд Ламберджекс» | ІХЛ          | 4                | 1                | 1                | 2                | 18               | —       | —       | —       | —       | —       |
| 1998–99      | «Тампа-Бей Лайтнінг»   | НХЛ          | 22               | 4                | 6                | 10               | 15               | —       | —       | —       | —       | —       |
| 1998–99      | «Філадельфія Флаєрс»   | НХЛ          | 56               | 10               | 13               | 23               | 24               | 6       | 0       | 2       | 2       | 2       |
| 1999–00      | «Філадельфія Флаєрс»   | НХЛ          | 82               | 18               | 32               | 50               | 56               | 16      | 5       | 5       | 10      | 23      |
| 2000–01      | «Філадельфія Флаєрс»   | НХЛ          | 71               | 13               | 41               | 54               | 50               | 6       | 2       | 4       | 6       | 2       |
| 2001–02      | «Фінікс Койотс»        | НХЛ          | 80               | 27               | 35               | 62               | 36               | 5       | 1       | 0       | 1       | 0       |
| 2002–03      | «Фінікс Койотс»        | НХЛ          | 82               | 20               | 32               | 52               | 56               | —       | —       | —       | —       | —       |
| 2003–04      | «Фінікс Койотс»        | НХЛ          | 81               | 21               | 31               | 52               | 40               | —       | —       | —       | —       | —       |
| 2005–06      | «Калгарі Флеймс»       | НХЛ          | 82               | 25               | 34               | 59               | 46               | 7       | 1       | 5       | 6       | 6       |
| 2006–07      | «Калгарі Флеймс»       | НХЛ          | 81               | 33               | 44               | 77               | 44               | 6       | 2       | 2       | 4       | 4       |
| 2007–08      | «Калгарі Флеймс»       | НХЛ          | 80               | 30               | 35               | 65               | 19               | 7       | 3       | 2       | 5       | 0       |
| 2008–09      | «Калгарі Флеймс»       | НХЛ          | 73               | 21               | 28               | 49               | 20               | 6       | 0       | 3       | 3       | 2       |
| 2009–10      | «Калгарі Флеймс»       | НХЛ          | 72               | 14               | 23               | 37               | 30               | —       | —       | —       | —       | —       |
| 2010–11      | «Калгарі Флеймс»       | НХЛ          | 4                | 0                | 1                | 1                | 0                | —       | —       | —       | —       | —       |
| 2011–12      | «Фінікс Койотс»        | НХЛ          | 73               | 11               | 19               | 30               | 14               | 16      | 1       | 6       | 7       | 4       |
| Усього в НХЛ | Усього в НХЛ           | Усього в НХЛ | 1090             | 270              | 402              | 672              | 547              | 75      | 15      | 29      | 44      | 43      |

### Збірна
| Рік                | Команда            | Турнір             | І | Г | П | О | ШХ | Результат |
| ------------------ | ------------------ | ------------------ | - | - | - | - | -- | --------- |
| 1996               | Канада             | МЧС                | 5 | 3 | 3 | 6 | 2  | 1         |
| Національна збірна | Національна збірна | Національна збірна | 5 | 3 | 3 | 5 | 2  |           |